# عباس گل
عباس گل (ترکی استانبولی: Çiçek Abbas) یک فیلم به کارگردانی سینان چتین است که در سال ۱۹۸۲ منتشر شد. از بازیگران آن می‌توان به شنر شن و آیشن گرودا اشاره کرد.